# Phan Thanh Giản
Phan Thanh Giản (chữ Hán: 潘清簡; 1796–1867), tự Tĩnh Bá (靖伯), Đạm Như (淡如), hiệu Mai Xuyên (梅川), Lương Khê (梁溪); là một quan đại thần triều Nguyễn trong lịch sử Việt Nam. Ông là Tiến sĩ đầu tiên của đất Nam Kỳ, song cũng người đã đàm phán và chấp thuận cắt 3 tỉnh Nam Kỳ cho thực dân Pháp.

## Thân thế và sự nghiệp
Phan Thanh Giản tự là Tịnh Bá, Đạm Như, hiệu Lương Khê, biệt hiệu Mai Xuyên, sinh vào giờ Thìn ngày 12 tháng 10 năm Bính Thìn (1796), tại làng Tân Thạnh, huyện Vĩnh Bình, phủ Định Viễn, trấn Vĩnh Thanh (sau là làng Bảo Thạnh, tổng Bảo Trị, huyện Bảo An, phủ Hoằng Trị, tỉnh Vĩnh Long; nay là xã Bảo Thạnh, huyện Ba Tri, tỉnh Bến Tre).
Tổ phụ của ông là Phan Thanh Tập (có nơi chép là Chỉnh), hiệu Ngẫu Cừ, vốn là người Hoa Nam đời nhà Minh. Khi nhà Minh bị nhà Thanh lật đổ, gia đình họ Phan cũng như những người không tùng phục triều đình Mãn Thanh trốn sang Việt Nam, ở làng Hội Trung, tổng Trung An, tỉnh Bình Định. Ở đây, Phan Thanh Tập cưới Huỳnh Thị Học, sinh ra Phan Thanh Ngạn. Năm Tân Mão (1771) nhà Tây Sơn dấy binh nổi dậy chống lại chúa Nguyễn, Phan Thanh Tập cùng gia đình di cư xuống phía Nam.
Ban đầu gia quyến họ Phan Thanh sống ở Trang Tông, thuộc tỉnh Định Tường (Mỹ Tho ngày nay), rồi dời xuống Mân Thít (thuộc trấn Vĩnh Thanh, Vĩnh Long ngày nay), kế đến huyện Bảo An, phủ Hoằng Trị, cũng ở trong tỉnh Vĩnh Long, sau dời qua làng Tân Thành, huyện Vĩnh Bình, phủ Định Viễn, trấn Vĩnh Thanh (sau đổi ra làng Bảo Thạnh, huyện Bảo An, phủ Hoằng Đạo, tỉnh Vĩnh Long; nay là xã Bảo Thạnh, huyện Ba Tri, tỉnh Bến Tre). Định cư tại làng Tân Thạnh, cất nhà ở gảnh Mù U, bãi Ngao tức Ngao Châu, Phan Thanh Ngạn tục gọi là Xán, hiệu Mai Thự, cưới Lâm Thị Bút người làng Phú Ngãi, tổng Bảo Thuận, sinh ra Phan Thanh Giản giữa lúc chúa Nguyễn Phúc Ánh chiêu quân kịch lại nhà Tây Sơn. Sau khi kết hôn, Thanh Ngạn lên tỉnh Vĩnh Long làm chức Thư Lại.
Năm Mậu Ngọ (1798), lãnh phận sự vận lương trên chiếc thuyền "Hồng Nhật", tới vịnh Đà Nẵng không may gặp bão, thuyền lương trôi đến tận đảo Hải Nam, Thanh Ngạn may mắn còn sống sót, lần về quê quán. Rồi nhờ có nhiều công lao, Thanh Ngạn được thăng chức Thủ Hợp, tòng bát phẩm.
Năm Nhâm Tuất (1802) Lâm Thị Búp qua đời khi mới 26 tuổi (1776-1802).
Gia Long năm thứ hai (Quý Hợi 1803), Phan Thanh Ngạn cưới người vợ thứ hai là Trần Thị Dưỡng. Người mẹ kế này cũng không đến nỗi khắc nghiệt với Thanh Giản, cho Giản học với nhà sư Nguyễn Văn Noa ở chùa làng Phú Ngãi.
Năm Ất Hợi (1815), Thanh Ngạn bị khép tội phải phạt một năm tù. Thanh Giản bấy giờ đã 20 tuổi, thân hành lên tỉnh, xin vào yết kiến quan Hiệp trấn Lương, nhưng quan không thể nào làm khác được, chỉ an ủi Giản nên cố lo tương lai và hết lòng giúp đỡ cho Giản ăn học.
Sau khi Thanh Ngạn mãn hạn tù, Hiệp trấn Lương bèn khuyên Thanh Ngạn nên để Giản ở lại Vĩnh Long mà học cho tiện. Từ ấy, Phan Thanh Giản ở học tại tỉnh, thọ giáo với một người họ Võ (không rõ tên là gì, nhưng chắc chắn không phải là cụ Võ Trường Toản như nhiều người đã nói, vì khi cụ Võ Trường mất năm Nhâm Tý (1792) Phan Thanh Giản còn chưa ra đời).

### Ra làm quan

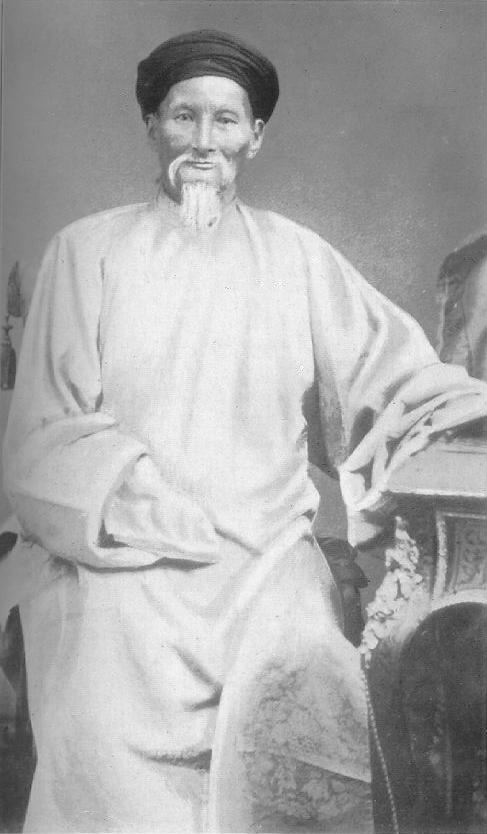
Chân dung Phan Thanh Giản

Năm 1825, ông đậu Cử nhân khoa Ất Dậu. Sau đó một năm, ông đỗ Đệ tam giáp đồng Tiến sĩ khoa Bính Tuất niên hiệu Minh Mạng thứ 7 (1826), vào năm 30 tuổi. Theo tác giả Lê Thọ Xuân, khoa thi Đình năm 1826 ban đầu chỉ có 9 vị tiến sĩ. Khi đệ trình lên vua Minh Mạng, nhà vua thấy từ Thừa Thiên Huế trờ vào nam không có ai, bèn chỉ thị lấy thêm một vài người. Nhờ thế Phan Thanh Giản mới trở thành vị tiến sĩ đầu tiên của Nam Kỳ.
Từ đấy, ông làm quan trải 3 triều, là Minh Mạng, Thiệu Trị và Tự Đức, trải qua nhiều chức vụ và nhiều lần thăng giáng.
Vào tháng 8 năm Minh Mạng thứ 7 (1826), Phan Thanh Giản được triệu về kinh để giữ chức Biên tu ở Hàn Lâm Viện. Sau đó ông được thăng chức rất mau: Lang trung bộ Hình (1827), Tham hiệp Quảng Bình và là giám khảo thi Hương trường Thừa Thiên (1828). Năm 1829 ông được bổ nhiệm làm Quyền nhiếp Tham hiệp Nghệ An rồi được triệu về kinh giữ chức Phủ doãn Thừa Thiên. Khoảng năm 1931 ông làm Hiệp trấn Quảng Nam và bị giáng (lần thứ nhất) làm Tiền quân hiệu lực vì bị thua trận trong khi được phái đi dẹp loạn Cao Gồng ở Chiên Đàn (phía Bắc tỉnh Quảng Nam).
Tới năm 1832 ông được bổ chức Hàn lâm viện kiểm thảo sung Nội các hành tẩu, Viên ngoại lang bộ Hộ, quyền ấn phủ Thừa Thiên rồi Hồng lô tự khanh và được cử làm phó sứ sang sứ nhà Thanh (1832). Khi trở về, năm 1834 ông được thăng Đại lý tự khanh Cơ mật viện đại thần. Tới năm 1835 ông làm Kinh lược trấn Tây rồi Bố chính Quảng Nam, hộ lý Tuần phủ quan phòng.
Năm 1836, khi đang là Bố chính Quảng Nam, do dâng sớ can ngăn vua Minh Mạng thực hiện chuyến ngự giá tuần thú Quảng Nam, từ hàm tòng nhị phẩm ông bị giáng (lần thứ 2) xuống chánh lục phẩm, làm một chức quan chuyên lo việc quét dọn bàn ghế trong công đường. Lá sớ của Phan Thanh Giản làm vua Minh Mạng tức giận và nghi ngờ các quan lại ở Quảng Nam "bê bối" nên cử ngự sử Vũ Duy Tân vào tra xét tình hình. Vũ Duy tân khi về dâng sớ tâu đại lược: "Thần dân ai cũng ngóng trông nhà vua. Trong tỉnh thì các quan lại làm điều nhũng tệ...". Vì lời tâu ấy, Phan Thanh Giản bị giáng chức và vua Minh Mạng cũng bãi bỏ cuộc ngự du Quảng Nam.
Tới khoảng năm 1836-1837, ông được triệu về kinh giữ chức Nội các thừa chỉ rồi Tả thị lang bộ Hộ, sung Cơ mật viện đại thần. Ông bị giáng (lần thứ 3) năm 1838 xuống làm Lang trung biện lý hộ vụ, vì sơ ý để thuộc viên bỏ sót, không áp kiềm (ấn, triện) vào một tờ sớ tấu mà không kiểm tra lại. Sau đó ông được điều tới Chiên Đàn (Quảng Nam) để khai mỏ vàng rồi tới Tống Ngân và Nhân Sơn (Thái Nguyên) khai mỏ bạc.
Năm 1839, từ Thái Nguyên ông được triệu về triều lãnh chức Thông chánh phó sứ rồi thăng lên Thị lang bộ Hộ, nhưng sau đó lại bị giáng (lần thứ 4) xuống Thông chánh phó sứ vì bị vua Minh Mạng cho là có "tư tưởng bè phái" trong việc Đình thần, Cơ mật viện và và các quan đốc, phủ, bố, án bàn xử Vương Hữu Quang tuần phủ Nam Ngãi. Bấy giờ đang vào mùa đông, đúng khoảng thời gian mưa dầm, Tuần phủ Nam Ngãi Vương Hữu Quang được nhà vua sai làm lễ cầu tạnh tại miếu Đô thành hoàng. Cầu suốt một ngày mà trời mưa không dứt, Vương Hữu Quang ra mật tấu cho rằng nguyên nhân là do vua Minh Mệnh đụng chạm đến thần linh khi nhà vua nói đùa ở điện Văn Minh và cho diễn vở “Quần tiên hiến thọ” tại Duyệt Thị Đường. Vì vậy Vương Hữu Quang “xin đốt sách ấy đi để tạ trời đất thần minh”, nếu mà trời vẫn không đổi thì xin chịu tội chết về việc dối trá. Vua Dụ rằng: “Vương Hữu Quang làm lễ cầu tạnh không được, lại muốn đổ lỗi cho người trên. Lại thấy ngày ấy trẫm hơi se mình, dám nói bậy bạ cho trẫm có tội với trời đất thần minh, sao điêu toa dối bậy quá thế! Vả lại, truyện “Quần tiên hiến thọ” là thuộc viện Nội các bọn Nguyễn Bá Nghi soạn ra, dẫu trong ấy trẫm có chỉ bảo một vài câu, nhưng là lời thần bếp, thầy kiện răn bảo đó thôi, có điều gì đùa cợt thần minh đâu, huống hồ dám động đến trời đất ư?” Đình thần và các quan đốc, phủ, bố, án xin đem Hữu Quang cách chức trị tội. Thị lang Phan Thanh Giản (người cùng làng với Vương Hữu Quang) cùng với Tham tri Nguyễn Công Trứ, Doãn Uẩn, Thị lang Bùi Quỹ khi đó bàn khác đi là xin xử nhẹ giáng 2 cấp lưu, nên vua Minh Mạng bất bình, cho rằng hoặc Phan Thanh Giản bè đảng, hoặc ông mưu hại Vương Hữu Quang. Nguyễn Công Trứ, Doãn Uẩn, Phan Thanh Giản, Bùi Quỹ sau đó đã dâng sớ nhận tội “ngu tối, kiến thức thấp kém, chứ không dám dụng tâm về bè cứu viện cho nhau”. Theo lệnh của vua, Vương Hữu Quang bị cách chức, giam lại. Phan Thanh Giản bị phạt giáng một cấp, đổi đi nơi khác (Nguyễn Công Trứ, Doãn Uẩn, Bùi Quỹ được xác định chỉ có vai trò phụ họa nên bị giáng một cấp lưu, không cho lấy công khác khấu trừ). Sau đó, vua Minh Mạng tha tội cho Vương Hữu Quang, giáng ông làm Tư vụ Bộ Công.
Năm 1840, từ Thông chánh phó sứ ông lại bị giáng (lần thứ 5) một cấp vì chấm bài sơ sót, với cương vị là Phó chủ khảo của trường thi Thừa Thiên, nhưng để lọt bài phú của cử nhân Mai Trúc Tùng (mắc lỗi trùng vận). Lỗi này bị thượng thư bộ lễ phát giác khi duyệt bài chấm. Cùng năm (1840), vua Thiệu Trị nối ngôi, ông được thăng Binh bộ tả thị lang (1840); Tham tri bộ Binh sung Cơ mật viên đại thần và là Chánh chủ khảo trường thi Hà Nội (1841).
Năm 1843, Phan Thanh Giản về quê chịu tang cha tại làng Bảo Thạnh.
Năm 1844, ông về kinh lĩnh chức Tả Đô Ngự Sử, sung Cơ Mật Viện đại thần; Hình bộ thượng thư sung Cơ mật viện đại thần (1847). Năm 1847, vua Tự Đức lên ngôi. Sau đó không lâu, ông được bổ nhiệm làm lại bộ thượng thư (1848); Kinh diện giảng quan rồi Kinh lược sứ các tỉnh: Bình Định, Phú Yên, Khánh Hòa và Bình Thuận (1849); Lại bộ thượng thư sung Nam Kỳ Kinh lược phó sứ, lãnh Gia Định tuần vũ, gồm coi các đạo: Biên Hoà, Vĩnh Long, Định Tường, An Giang, Hà Tiên (1851).
Năm 1852, ông được vua Tự Đức ban thưởng một tấm kim khánh trên khắc 4 chữ: "Liêm, Bình, Cần, Cán".
Năm 1853, Phan Thanh Giản được triệu về Kinh lãnh chức Hiệp biện đại học sĩ, lãnh Binh bộ thượng thư, sung chức ở tòa kinh diên và viện Cơ mật (8-1853); Chánh tổng tài Quốc sử quán, trực tiếp chỉ đạo việc biên soạn bộ Khâm định Việt Sử thông giám cương mục (1856-1859); Hiệp biện đại học sĩ, lãnh Lễ bộ thượng thư, kiêm quản Hộ bộ ấn triện, sung Kinh diên giảng quan, sung Cơ mật viện đại thần, kiêm Quốc Tử Giám sự vụ (1859).

### Thương nghị với người Pháp

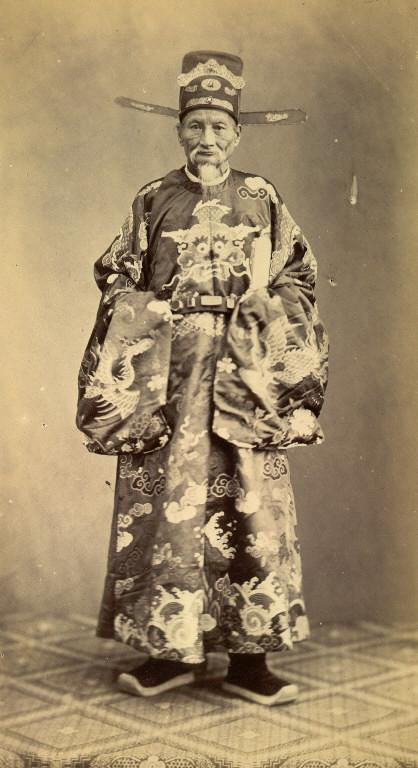
Phan Thanh Giản

Năm 1858, liên quân Pháp-Tây Ban Nha đổ bộ và tấn công tại cửa biển Đà Nẵng rồi lần lượt đánh chiếm các tỉnh miền Đông Nam Kỳ. Phan Thanh Giản với vai trò là Chánh sứ và Lâm Duy Hiệp là Phó sứ được cử đi điều đình với 2 tướng Bornad (Pháp) và Planca (Tây Ban Nha), Aubaret làm thông ngôn, sau đó đại diện cho triều đình Tự Đức ký kết hiệp ước hòa bình và hữu nghị Hòa ước Nhâm Tuất ngày 5 tháng 6 năm 1862 tại Sài Gòn.
Hiệp ước gồm 12 khoản, theo đó: 3 tỉnh Biên Hòa, Gia Định, Định Tường và đảo Côn Lôn (Côn Đảo) phải nhượng cho Pháp (khoản 3 Hiệp ước); triều đình phải trả cho Pháp và Tây Ban Nha một khoản bồi thường chiến phí là 4 triệu piastre trong 10 năm, mỗi năm 400.000 đồng (quy ra bạc là 288 nghìn lạng-khoản 8 Hiệp ước); đổi lại, người Pháp sẽ trả lại tỉnh Vĩnh Long cho triều đình Huế, nhưng kèm theo điều kiện là triều đình phải có biện pháp chấm dứt các cuộc khởi nghĩa chống lại người Pháp ở các tỉnh (khoản 11 Hiệp ước). Do chi tiết này mà dân gian có câu truyền: "Phan, Lâm mãi quốc; triều đình khí dân" (Phan Thanh Giản và Lâm Duy Hiệp bán nước; triều đình bỏ dân chúng). Theo giáo sư Đinh Xuân Lâm, cho tới nay vẫn chưa xác minh được 2 câu trên, trong khi có ý kiến cho đó là dựa vào bài thơ ngự chế của chính vua Tự Đức: "Khí dân triều đình cữu, mãi quốc thế gian bình" (Bỏ dân triều đình có lỗi, bán nước miệng đời chê cười).
Tuy việc thương nghị với phía Pháp, vua Tự Đức có cho ông tùy nghi tình thế mà định đoạt nhưng về việc cắt đất, nhà vua có căn dặn Phan Thanh Giản và Lâm Duy Hiệp ráng sức chuộc lại 3 tỉnh với giá 1.300 vạn lạng, còn nếu phía Pháp đòi cắt đất luôn thì kiên quyết không nghe, nhưng Phan Thanh Giản đã đồng ý cả việc cắt đất lẫn việc bồi thường chiến phí. Do đó mà 2 ông khi trở về đã bị quở trách nặng nề.

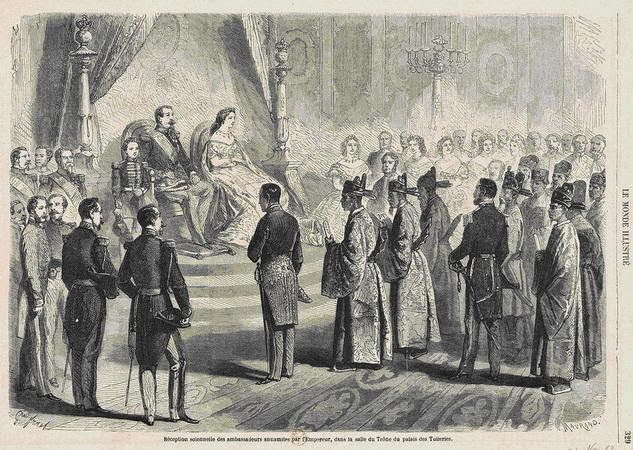
Sứ đoàn Phan Thanh Giản gặp mặt hoàng đế Napoleon III tại triều đình Đệ Nhị Đế chế Pháp.

Việc chuộc 3 tỉnh không thành, Phan Thanh Giản bị cách lưu làm Tổng đốc Vĩnh Long, nhưng rồi lại được cử làm Chánh sứ (Phó sứ là Phạm Phú Thứ và Ngụy Khắc Đản) sang nước Pháp để điều đình một lần nữa về việc chuộc lại 3 tỉnh miền Đông (1863), lúc đầu đoàn sứ thần đã đạt được nhiều kết quả khả quan, Hoàng đế Napoleon III của Đệ Nhị Đế chế Pháp đã cử Gabriel Aubaret làm lãnh sự ở Vọng Các (Bangkok, Thái Lan), đồng thời đến Kinh đô Huế để đàm phán với Đại Nam một bảng hòa ước mới thay thế Hòa ước Nhâm Tuất (1862). Theo tác giả Trần Quốc Giám, vào năm 1864, khi phe thực dân chưa thắng thế thì quyển "Vấn đề Nam Kỳ xét theo quyền lợi của nước Pháp" của đại tá Rieunier (bút hiệu H. Abel) được tung ra đã làm cho dư luận ủng hộ lập trường của phe thực dân. Song song với sự chuyển biến dư luận đó ở Pháp, Aubaret đến Huế và bắt đầu thảo luận với Phan Thanh Giản về Dự thảo Hòa ước Aubaret, 18/19 điều đã được thông qua và ký sơ bộ, trong đó có điều khoản quan trọng nhất là cho Nhà Nguyễn chuộc lại 3 tỉnh miền Đông Nam kỳ, nhưng bù vào đó thì phải cho Pháp bảo hộ 6 tỉnh Nam Kỳ. Sau khi dự thảo của hòa ước mới ký tắt được 6 ngày thì Aubaret nhận phản lệnh từ chính phủ Pháp, yêu cầu ông không được ký kết hoà ước mới, tiếp tục bảo lưu hoà ước 1862. Thư này được ký và gửi đi bởi Ngoại trưởng Édouard Drouyn de Lhuys, vào ngày 06/06/1864. Tháng 11 năm 1864, Chasseloup-Laubat, bộ trưởng Hải quân Pháp đệ trình lên Napoleon III một bản phúc trình thứ 2, dựa theo quan điểm của de La Grandière về các khía cạnh chính trị và tài chính, đã xác định các giá trị về sự thịnh vượng của Nam Kỳ thuộc Pháp, chỉ trích kịch liệt các ý kiến về sự chiếm đóng thu hẹp ở Nam Kỳ, và để nghị giữ nguyên hòa ước 1862. Tháng 2 năm 1865, Aubaret đến Huế cho hay không có hiệp ước mới và yêu cầu vua Tự Đức cho trả tiền chiến phí cùng cấm dân chúng chống Pháp. Như thế, việc chuộc đất hoàn toàn thất bại. Kết quả đó làm vua Tự Đức tức giận và cách lưu Phan Thanh Giản.
Năm 1865, ông được phục chức Hiệp biện đại học sĩ, Hộ bộ thượng thư, sung Kinh lược sứ 3 tỉnh miền Tây (Vĩnh Long, An Giang, Hà Tiên) và được tha tội cách lưu.
Ngày 20 tháng 6 năm 1867, Pháp đánh chiếm Vĩnh Long (vốn đã được trao trả triều đình Huế ngày 25 tháng 5 năm 1863), yêu cầu ông gửi mật thư cho thủ thành An Giang và Hà Tiên buông súng đầu hàng. Trước sức mạnh áp đảo của Pháp về mặt quân sự, cho rằng không thể giữ nổi, Phan Thanh Giản đã quyết định giao thành, không kháng cự, với yêu cầu người Pháp phải bảo đảm an toàn cho dân chúng. Thế là chỉ trong 5 ngày (20-24 tháng 6 năm 1867) thực dân Pháp chiếm gọn 3 tỉnh miền Tây không tốn một viên đạn.
Sau khi thành mất, Phan Thanh Giản gói mũ áo, phẩm hàm, kèm theo sớ tạ tội và gửi về triều. Song chờ nửa tháng vẫn không thấy triều đình hồi âm. Lo lắng rồi thất vọng, Phan Thanh Giản uống thuốc phiện hòa với giấm thanh tự sát và qua đời vào nửa đêm ngày 5 tháng 7 năm Đinh Mão, tức ngày 4 tháng 8 năm 1867, hưởng thọ 72 tuổi.

Nhà sử học Phạm Văn Sơn cho rằng việc Phan Thanh Giản uống thuốc độc tự sát không phải vì hổ thẹn với nhân dân mà chỉ là do sức ép từ các vị quan khác:
...Thiếu tá Ansart có gửi cho tham mưu trưởng Reboul một bức thư đề ngày 4-8-1867 có đoạn nói sau khi để mất 3 tỉnh miền Tây Phan Thanh Giản vẫn không có ý quyên sinh nhưng vì áp lực của một số quan lớn mà Phan phải dùng độc dược. Khi các quan còn có mặt ở Vĩnh Long thầy thuốc Leconia có đưa thuốc giải độc đến để cấp cứu nhưng Phan từ khước. Người ta đã phải lợi dụng những phút Phan bị ngất đi để đổ thuốc cho ông nhưng quá muộn rồi. Ông già đã nuốt quá nhiều thuốc phiện giấm thanh sau nhiều ngày nhịn đói và sầu muộn...
Cũng trong bức thư này, Ansart kể rằng người Pháp đã tận lực cứu vị kinh lược miền Tây nên mới đưa thầy thuốc Leconia tới. Có điểm đáng chú ý: Sau khi các quan rời Vĩnh Long thì Phan không những chịu uống thuốc giải độc mà còn thiết tha sống là đằng khác. Phan luôn hỏi cha Mac: "Tôi có thoát chết được không Cha."
Ngoài vấn đề này, Ansart còn nói đến việc Phan gửi ông ta vài ngàn quan tiền Pháp để chi dụng vào việc học hành của các cháu (cháu gọi bằng ông) ở Sài Gòn vài ngày trước khi Phan trút hơi thỏ cuối cùng. 
 Soái phủ Pháp là Pierre-Paul de La Grandière sai đưa linh cữu ông với đoàn binh hộ tống về Bảo Thạnh an táng. Mộ ông rất khiêm nhường, đề 7 chữ Nho: Lương Khê Phan lão nông chi mộ (梁溪潘老農之墓), giao cho Phan Đôn Hậu và Phan Đôn Khải chăm nom.
Đền thờ Phan Thanh Giản được xây dựng năm 2004, hiện ở ấp Thạnh Nghĩa, xã Bảo Thạnh, huyện Ba Tri, tỉnh Bến Tre.

## Nhận định

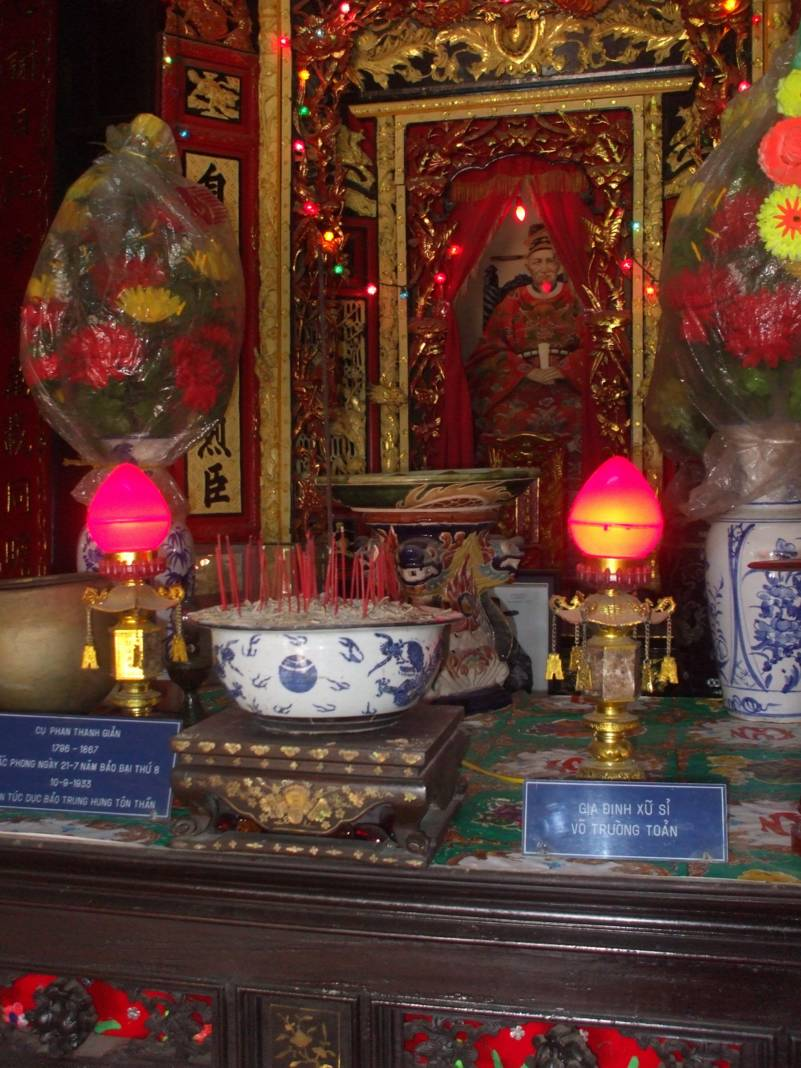
Bàn thờ Phan Thanh Giản trong Văn Thánh Miếu Vĩnh Long.

Năm 1852, Phan Thanh Giản được vua Tự Đức ban thưởng một tấm kim khánh trên khắc 4 chữ: "Liêm, Bình, Cần, Cán".
Một sĩ quan Pháp là đại tá Rieunier, để cổ vũ cho sự chiếm cứ ở Nam kỳ, ông xuất bản dưới bút hiệu H.Abel hai cuốn sách: La question de Cochinchine au point de vue des intérêts Français (Vấn đề Nam Kỳ xét theo quyền lợi của nước Pháp) và Solution pratique de la question de Cochinchine (Giải pháp thiết thực cho vấn đề Nam Kỳ). Trong đó, đại tá Rieunier đã có nhận xét về Phan Thanh Giản như sau:
Sống trong 4 tháng gần vị lão thành cao thượng ấy, chúng tôi có thể đánh giá các đức tính của ông ta... trong thời gian vượt biển này (chuyến đi sứ sang Pháp) ông không ngớt được khuyến khích bởi lòng nhiệt thành ái quốc của ông, và thúc đẩy bởi nguyện vọng thực hiện được công chuyện hữu ích cho nước nhà...
Trong sách Đi & ghi nhớ của Sơn Nam (xuất bản năm 2008), một lần nữa, nhân vật lịch sử Phan Thanh Giản lại được đề cập trong một đoạn viết như sau:
Hồi xưa, lúc còn nhỏ, tôi (lời thuật của một giáo viên lớn tuổi đi cùng với Sơn Nam) được dạy cẩn thận, khi đi ngang qua miếu Văn Thánh, học trò phải giở nón, cúi đầu để chào ông Phan. Chào ông Phan, (được xem như) là lời thề rửa hận cho ông, cho chớ không phải để bắt chước ông... Người có công nghiên cứu về Phan Thanh Giản là Lê Thọ Xuân, đăng báo Đồng Nai đâu từ năm 1931... với những chi tiết thú vị. Tuy làm quan to nhưng ông tự xem mình như người dân thường ở nông thôn, đối xử như người bình dân, không bao giờ phô trương quyền lực. Xin đề nghị: Trong chương trình Sử học cho học sinh, nên có một bài nói về ông, đủ lý đủ tình... Ông đã để lại cho đời sau chút gì khó quên, khó xóa nhòa, gọi là tâm linh, phóng khoáng, thơ mộng.

### Thái độ với Pháp
Ngày 5 tháng 6 năm 1862, Phan Thanh Giản và Lâm Duy Hiệp, cùng với Trương Vĩnh Ký làm thông ngôn đã ký với Bonard và Palanca một hiệp ước gọi là Hòa ước Nhâm Tuất (1862), cắt đứt 3 tỉnh miền Đông cho Pháp, bồi thường chiến phí trong 10 năm, mỗi năm 400 ngàn quan cho đại diện của Pháp ở Sài Gòn. Trước đó, vua Tự Đức dặn rằng có thể chấp thuận bồi thường chiến phí chứ tuyệt đối không được cắt lãnh thổ đất nước cho Pháp. Biết tin Phan – Lâm không làm theo lời dặn, vua Tự Đức đã trách mắng: 
"Ôi con dân mấy triệu, tội gì mà khổ thế? Thật là đau lòng. Hai người không những chỉ là tội nhân của triều đình mà còn là tội nhân muôn đời của hậu thế".
Do hành động này mà dân gian có câu truyền "Phan, Lâm mãi quốc; triều đình khí dân" (Phan Thanh Giản và Lâm Duy Hiệp bán nước; triều đình bỏ dân chúng).

Tương phản với thái độ hòa hoãn với Pháp, theo giáo sư Đinh Xuân Lâm, đối với phong trào chống Pháp của Trương Định và nhiều toán nghĩa quân khác, Phan Thanh Giản giữ một thái độ ngờ vực và có nhiều cách xử sự rất có hại:
Tháng 9 năm Bính Dần, niên hiệu Tư Đức 19 (1866), nhân Nguyễn Hữu Cơ vào nhậm chức Tổng đốc Vĩnh Long, khi đi qua Gia Định có nói với thống soái Pháp nên cho những đồ đảng của Võ Duy Dương (Thiên hộ Dương) ra thú và đi khẩn điền. Khi đến Vĩnh Long, Nguyễn Hữu Cơ đem việc mật ấy nói với Phan Thanh Giản, và tự đi các tỉnh Vĩnh Long, Gia Định, An Giang, Hà Tiên và từ Bình Thuận trở ra, hễ thấy đồ đảng của Dương thì cho ra thú và cho đi khẩn điền. Đồng thời ông lại tâu xin triều đình sức cho phủ thần Thuận Khánh (Bình Thuận và Khánh Hoà) hễ thấy Võ Duy Dương và Trương Tuệ (tức Trương Quyền là con Trương Định) thì cho đổi tên và cho lính trạm đưa về kinh làm công việc khác, để làm mất thanh tích. Thế mà Phan Thanh Giản cho là "xử trí khinh suất", "hành động táo bạo", rất lấy làm lo ngại và sau đó triều đình vì theo lời tâu của Phan Thanh Giản nên đã giáng Nguyễn Hữu Cơ xuống 2 cấp.
Sau khi chiếm ba tỉnh miền Đông, quân Pháp tiếp tục đánh chiếm ba tỉnh miền Tây, lúc đó Phan Thanh Giản với chức Kinh lược toàn quyền quân sự và dân sự ba tỉnh miền Tây, song ông đã đầu hàng. Theo lệnh của La Grandière, Phan gởi công thơ cho quan Tổng đốc An Giang, Hà Tiên như sau:
Hỡi các quan và dân chúng!... Bản chức van vái trời, bản chức nghe theo lẽ phải và tự nhủ: "Mình còn ngốc khi mình đánh người Phú lang sa bằng võ khí, cũng như con nai con muốn bắt con cọp. Mình lại kéo về phe mình một cách vô ích những tai họa lớn, để tai hại ấy đè lên đầu dân mà trời đã giao cho mình chăn. Vậy bản chức viết công thơ cho các quan văn cũng như các tướng võ hãy bẻ gãy giáo và gươm giao thành trì khỏi chống lại..."
Tháng 11 năm 1868, vì làm mất Nam Kỳ, Triều đình Huế đã xử ông án "trảm quyết" (nhưng vì chết nên được miễn), lột hết chức tước và cho đục bỏ tên ông ở bia tiến sĩ.
"Phan Thanh Giản thủy chung lời nói không xứng với việc làm, đem học vấn danh vọng một đời trút sạch xuống biển Đông, thực là táng tận lương tâm, quá đỗi phụ ơn.".
Mãi đến 19 năm sau (1886), dưới thời Pháp thuộc, ông được vua Đồng Khánh khôi phục nguyên hàm Hiệp tá đại học sĩ và cho khắc lại tên ở bia tiến sĩ. Việc vua Đồng Khánh khôi phục chức vị cho Phan Thanh Giản có lẽ là do sức ép của Pháp, vì chính Đồng Khánh cũng là ông vua do Pháp đưa lên ngôi để có danh nghĩa chống lại vị vua yêu nước Hàm Nghi.
Cũng có những trí thức đương thời thì tỏ ra thông cảm cho ông. Như Nguyễn Thông đã từng dâng sớ lên vua Tự Đức để giãi bày nỗi lòng cho ông. Và nhà thơ đương thời Nguyễn Đình Chiểu cũng đã tỏ thái độ thương tiếc, trân trọng ông qua bài thơ điếu:
Non nước tan tành hệ bởi đâu?
Dàu dàu mây bạc cõi Ngao châu
Ba triều công cán đôi hàng sớ
Sáu tỉnh cương thường một gánh thâu
Trạm Bắc ngày chiều tin điệp vắng
Thành Nam đêm quạnh tiếng quyên sầu
Minh tinh chín chữ lòng son tạc,
Trời đất từ rày mặc gió thu.
Phó đô đốc La Grandière, chỉ huy quân đội Pháp trong chiến dịch chiếm đóng 3 tỉnh Tây Nam Kỳ năm 1867 đã tỏ thái độ thương tiếc, trân trọng Phan Thanh giản qua bức thư điếu tang gửi gia đình ông:
"Cái kỷ niệm rất đáng kính phục mến yêu quan lớn Phan thì người Pháp hằng ghi vào lòng, dầu cho sự ghen ghét của kẻ nghịch cũng không làm phai được. Đối với triều đình thì trừ ra một mình quan lớn Phan là thấy rõ đâu là ích lợi nước nhà, vì chẳng muốn sai cái chủ nghĩa (?) và ngồi xem kết quả nguy vong cho nước Nam nên quan lớn Phan mới đành lòng tự tử. Bức thư này tỏ lòng thương tiếc và tôn kính của bản chức, xin hãy tin chắc rằng người Pháp hằng bền một lòng trân trọng đối với quan lớn Phan và gia quyến của ngài... Bản chức hứa hết lòng bao bọc cho con cháu quan lớn Phan, ai muốn tước Lộc chi bản chức sẽ xin cho vừa ý..."
Trong văn bia tại lăng mộ, vua Tự Đức kết tội những quan đại thần được sai đi bàn định điều ước với Pháp (trong đó Phan Thanh Giản dẫn đầu), rằng "không hiểu vì lý do gì lại dễ dàng lập thành hòa nghị. Bỗng chốc đem cả nhân dân cùng đất đai của các triều nhọc nhằn gây dựng cho giặc hết..." Vua Tự Đức còn có kết luận rằng: "Hai ngươi (chỉ Phan và Lâm) không chỉ là tội nhân của triều đình mà còn là tội nhân của vạn thế."
Tuy vậy, ông có hai con trai là Phan Tôn (1837 - 1893) và Phan Liêm (1833 - 1896) đều là các thủ lĩnh chống Pháp tại tỉnh Vĩnh Long.
Năm 1963, hành động giao nộp ba tỉnh miền Tây của ông đã bị sử gia Trần Huy Liệu đem ra chỉ trích, và ông bị kết tội là kẻ bán nước. Sau năm 1975, nhiều đường phố ở miền Nam Việt Nam mang tên Phan Thanh Giản đã bị đổi thành tên khác.
Đến khoảng những năm 1994-2008, đã có một số cuộc hội thảo được tổ chức nhằm đánh giá lại về Phan Thanh Giản, nhận định ông là một người "yêu nước, nhưng bất lực trước thời cuộc" . Viện Sử học đánh giá ông là người "nổi tiếng thanh liêm, đạo đức, có nhiều đóng góp lớn đối với lịch sử dân tộc trên các lĩnh vực văn học, sử học", và kết luận rằng "Với nhận thức mới trên quan điểm lịch sử cụ thể, nhân vật Phan Thanh Giản xứng đáng được tôn vinh bằng nhiều hình thức khác nhau".

## Tác phẩm
Phan Thanh Giản là một nhà văn lớn với nhiều tác phẩm giá trị
- Lương Khê thi thảo
- Lương Khê văn thảo
- Sứ Thanh thi tập
- Tây phù nhật ký
- Ước Phu thi tập
- Tích Ung canh ca hội tập
- Sứ trình thi tập
- Việt sử thông giám cương mục (Chủ biên)
- Minh Mạng chính yếu (Chủ biên)

## Tên đường phố
Từ sau năm 1939, tại Sài Gòn đã có một con đường nhỏ mang tên đường Phan Thanh Giản. Đến ngày 22 tháng 3 năm 1955, nhà cầm quyền Việt Nam Cộng hòa cho đổi tên thành đường Ngô Tùng Châu. Ngày 4 tháng 4 năm 1985, Ủy ban nhân dân Thành phố Hồ Chí Minh lại lần nữa quyết định đổi tên thành đường Lê Thị Riêng cho đến ngày nay.
Cuối năm 1945, chính quyền Việt Nam Dân chủ Cộng hòa của Mặt trận Việt Minh đã cho đổi tên đường trước đây mang tên người Pháp thành đường phố mang tên danh nhân người Việt Nam, trong đó có đường Phan Thanh Giản ở thành phố Hà Nội (nay là đường Lê Phụng Hiểu) và ở thành phố Hải Phòng (nay là đường Ký Con). Tuy nhiên, sau khi thực dân Pháp chiếm lại được các thành phố này vào cuối năm 1946 thì tên đường Phan Thanh Giản cũng bị mất đi và trở lại bằng các tên đường mang tên người Pháp như cũ.
Sau đó, chính quyền Quốc gia Việt Nam do Bảo Đại đứng đầu vốn trực thuộc khối Liên hiệp Pháp cũng cho đặt tên đường phố mang tên Phan Thanh Giản tại các thành phố này trên cơ sở một lần nữa xóa bỏ tên đường cũ mang tên người Pháp. Cụ thể, từ đầu năm 1951, tại thành phố Hà Nội lại có đại lộ Phan Thanh Giản và đến năm 1954 thành phố Hải Phòng cũng có đại lộ Phan Thanh Giản. Tuy nhiên, sau năm 1955 ở Hải Phòng con đường này đã đổi tên thành đường Cù Chính Lan cho đến nay; và tại Hà Nội đến năm 1964 thì đường Phan Thanh Giản cũng đổi tên thành đường Nguyễn Hữu Huân cho đến ngày nay.
Ở Thành phố Hồ Chí Minh trước năm 1975 (lúc đó bao gồm Đô thành Sài Gòn và tỉnh Gia Định) có tới hai con đường mang tên Phan Thanh Giản: 
- Tại Đô thành Sài Gòn cũ, từ ngày 22 tháng 3 năm 1955 đường Phan Thanh Giản chính thức được đặt tên cho một trong những tuyến đường lớn và dài nhất. Ngày 14 tháng 8 năm 1975, đường này bị thay đổi tên thành đường Điện Biên Phủ (đoạn từ vòng xoay cầu Điện Biên Phủ đến vòng xoay ngã 7) theo Quyết định của Ủy ban Quân quản thành phố Sài Gòn - Gia Định.
- Tại quận Gò Vấp thuộc tỉnh Gia Định cũ, từ sau năm 1955 đã có một con đường quan trọng mang tên là đường Phan Thanh Giản đi ngang qua khu vực trung tâm quận lỵ Gò Vấp. Mãi cho đến ngày 4 tháng 4 năm 1985, đường Phan Thanh Giản này mới bị thay đổi tên là đường Nguyễn Thái Sơn cho đến ngày nay theo Quyết định của Ủy ban nhân dân Thành phố Hồ Chí Minh.

Còn ở Cần Thơ trước năm 1975 có ngôi trường trung học Phan Thanh Giản (dành cho nam sinh) tọa lạc ngay trên đường Phan Thanh Giản. Sau năm 1975, trường này bị đổi tên thành trường cấp 3 An Cư và đến năm 1985 lại đổi tên thành trường Trung học phổ thông Châu Văn Liêm; còn tên đường Phan Thanh Giản bị đổi thành Phan Đăng Lưu và không lâu sau lại đổi thành đường Xô Viết Nghệ Tĩnh cho đến ngày nay.
Tên đường Phan Thanh Giản vốn có từ trước năm 1975 ở nhiều thị xã, đô thị tỉnh lỵ và quận lỵ (hiện nay gọi là thị trấn, thị xã và thành phố) trên toàn miền Nam, từ Quảng Trị cho tới Cà Mau, song hầu hết đã bị đổi tên sau ngày 30/4, cụ thể như sau:
- Bạc Liêu: nay là đường Phan Ngọc Hiển
- Sóc Trăng: nay là đường Lê Hồng Phong
- Vị Thanh: nay là đường Hải Thượng Lãn Ông
- Rạch Giá: nay là đường Trần Quang Diệu
- Sa Đéc: nay là đường Nguyễn Huệ
- Vĩnh Long: nay là đường 3 tháng 2
- Bến Tre: nay là đường Đồng Khởi
- Trà Vinh: nay là đường Nam Kỳ Khởi Nghĩa
- Gò Công: nay là đường Lê Thị Hồng Gấm
- Tân An: nay là đường Phan Văn Đạt
- Tây Ninh: nay là đường Cách Mạng Tháng 8
- Bà Rịa: nay là đường Nguyễn Đình Chiểu
- Vũng Tàu: nay là đường Lý Tự Trọng
- Đà Lạt: nay là đường Lê Thị Hồng Gấm
- Phan Thiết: nay là một phần của đường Chu Văn An
- Nha Trang: nay là đường Pasteur
- Pleiku: nay là đường Lê Hồng Phong
- Kontum: nay là đường Trần Phú
- Đà Nẵng: nay là đường Hoàng Văn Thụ
- Huế: nay là đường Lê Quý Đôn

Tuy nhiên, tại một số đô thị ở miền Nam, tên đường Phan Thanh Giản như trước năm 1975 vẫn được giữ lại cho đến ngày nay, như tại Mỹ Tho, Lái Thiêu, Trà Ôn, Tân Châu, Giá Rai, và một số huyện ở tỉnh Bến Tre quê hương ông. Tại tỉnh Bà Rịa - Vũng Tàu, tên đường Phan Thanh Giản cũng đã được đặt mới cho các tuyến đường tại Bà Rịa (phường Long Toàn) và Phú Mỹ (phường Phước Hòa).

## Gia quyến
- Phan Thanh Tập (nội tổ phụ - ông nội), Huỳnh Thị Học (nội tổ mẫu - bà nội).
- Phan Thanh Ngạn (thân phụ - cha ruột), Lâm Thị Búp (thân mẫu - mẹ ruột), Trần Thị Dưỡng (kế mẫu - mẹ kế), Phan Thanh Diệu (bào đệ - em ruột cùng mẹ).
- Phan thanh Giản kết hôn với người vợ đầu tiên là bà Nguyễn Thị Mỹ, người làng Mỹ An, huyện Phước Lộc, Gia Định. Bà Mỹ mất sớm, có một người con gái (1822)[27] nhưng chết yểu khi mới sinh.[28]
- Năm 1825, Phan thanh Giản kết hôn với người vợ thứ hai là bà Lê, người làng Long Hồ. Bà Lê không có con và bị xuất thê (bỏ vợ).[28]
- Năm 1828, khi đang là Tham Hiệp Quảng Bình, Phan thanh Giản cưới bà Trần Thị Hoạch, con gái Án Sát Trần Công Án làm chính thất. Bà Hoạch sinh được ba người con trai là Phan Hương, Phan Tòng (Liêm) và Phan Tuyển (Tôn).[28]

## Ảnh

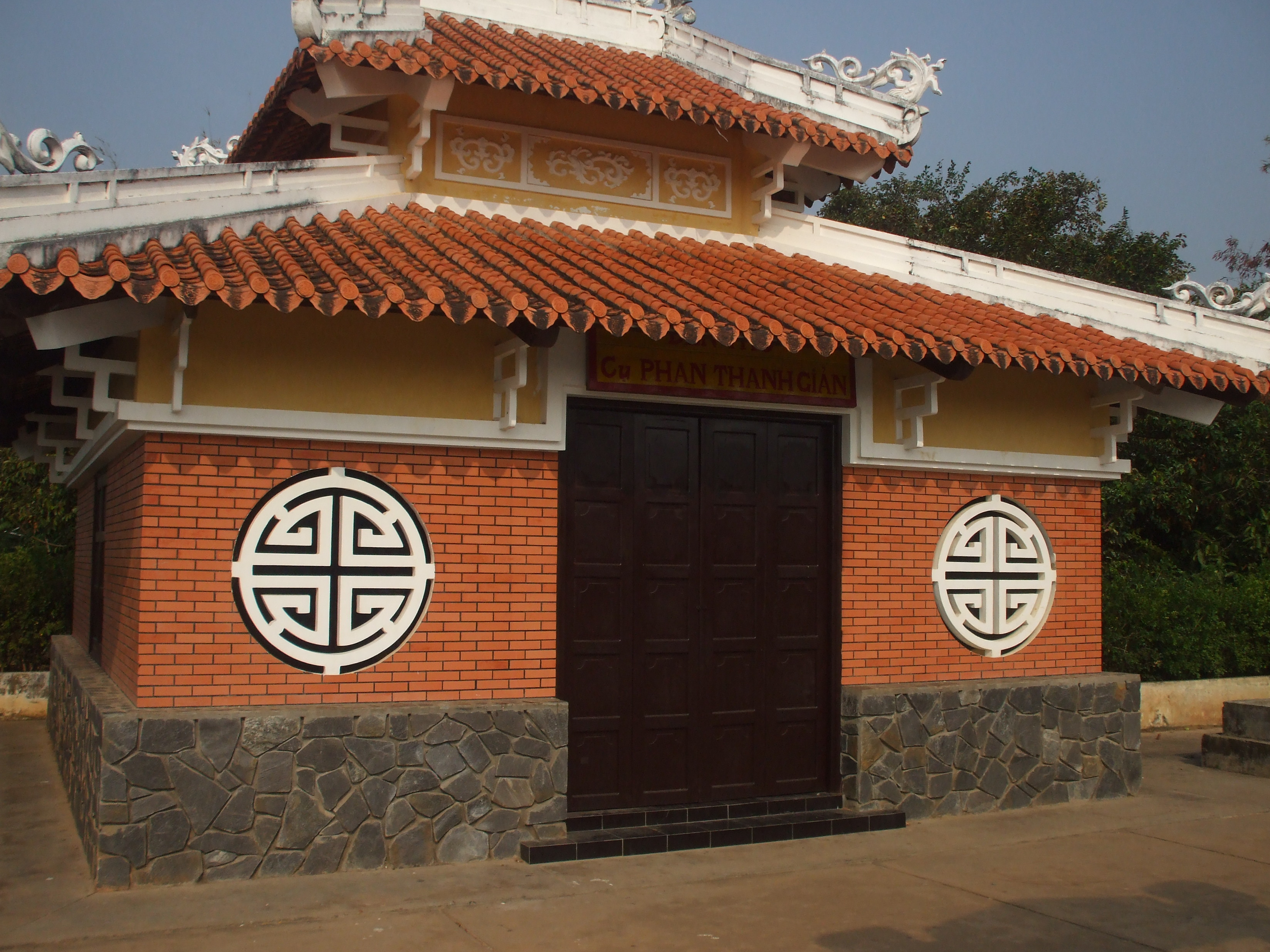
Đền thờ Phan Thanh Giản tại Bảo Thạnh.
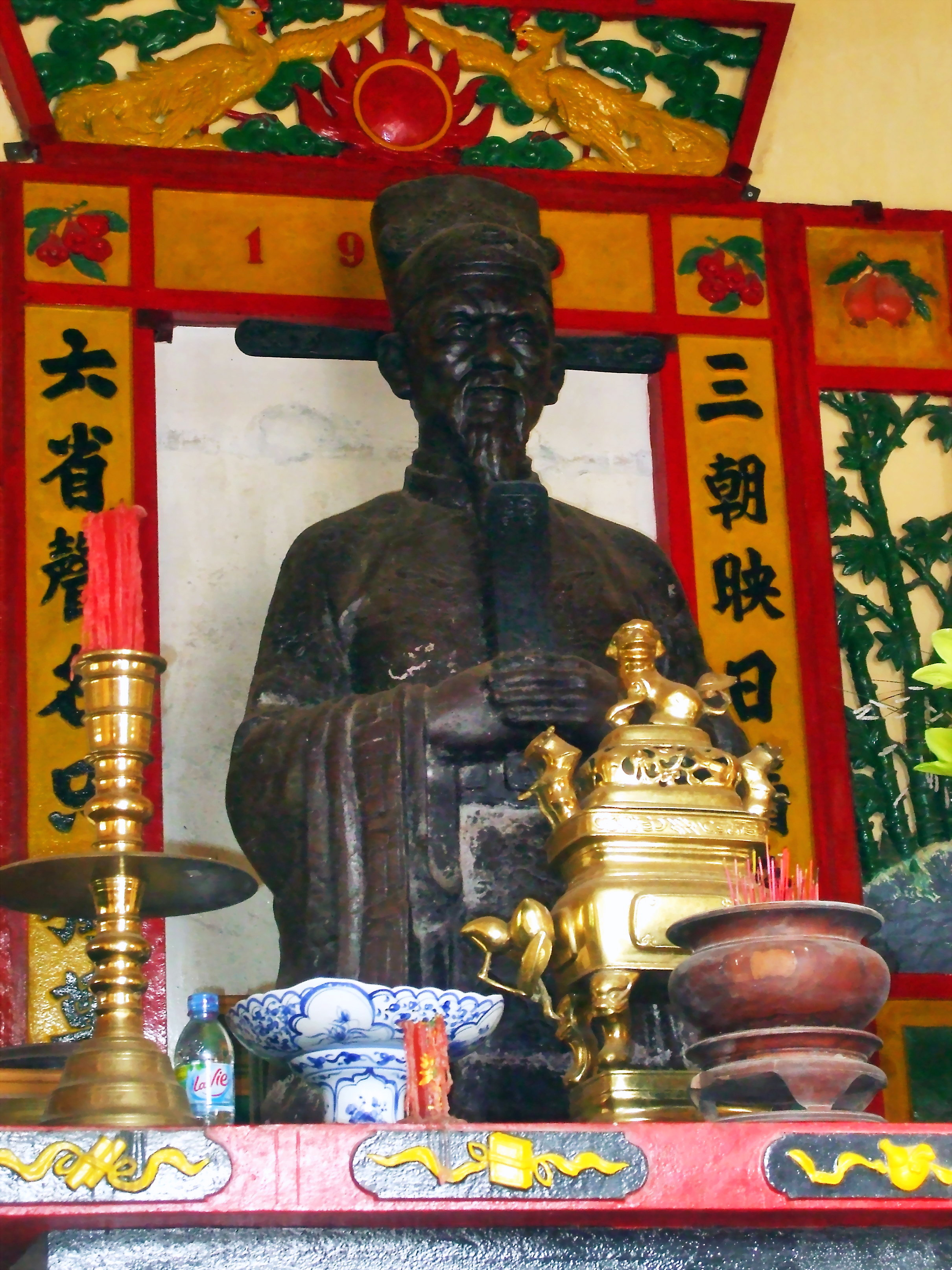
Tượng Phan Thanh Giản trong đền thờ ông ở Bảo Thạnh.
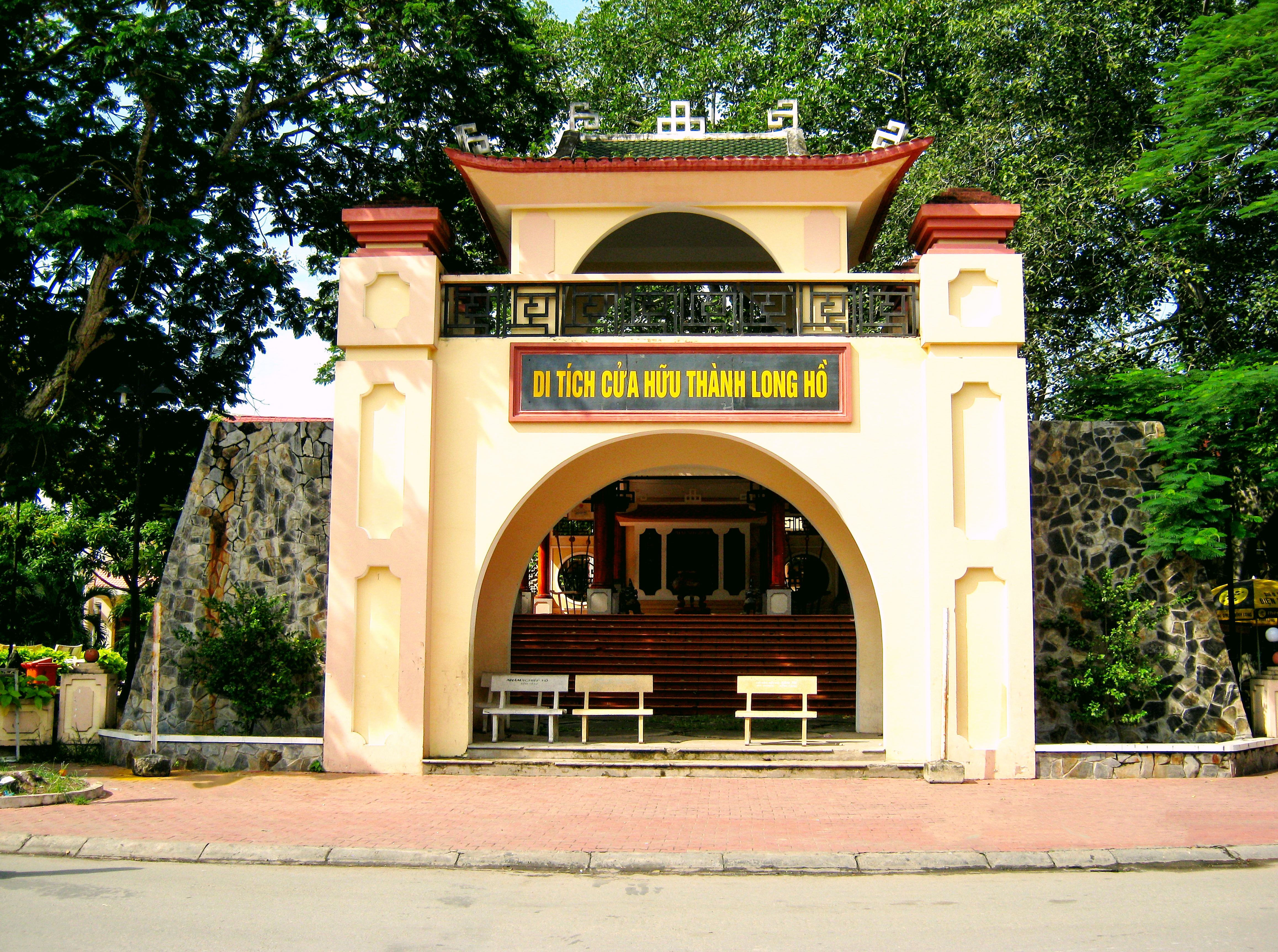
Cửa Hữu thành Long Hồ (phục dựng để kỷ niệm).
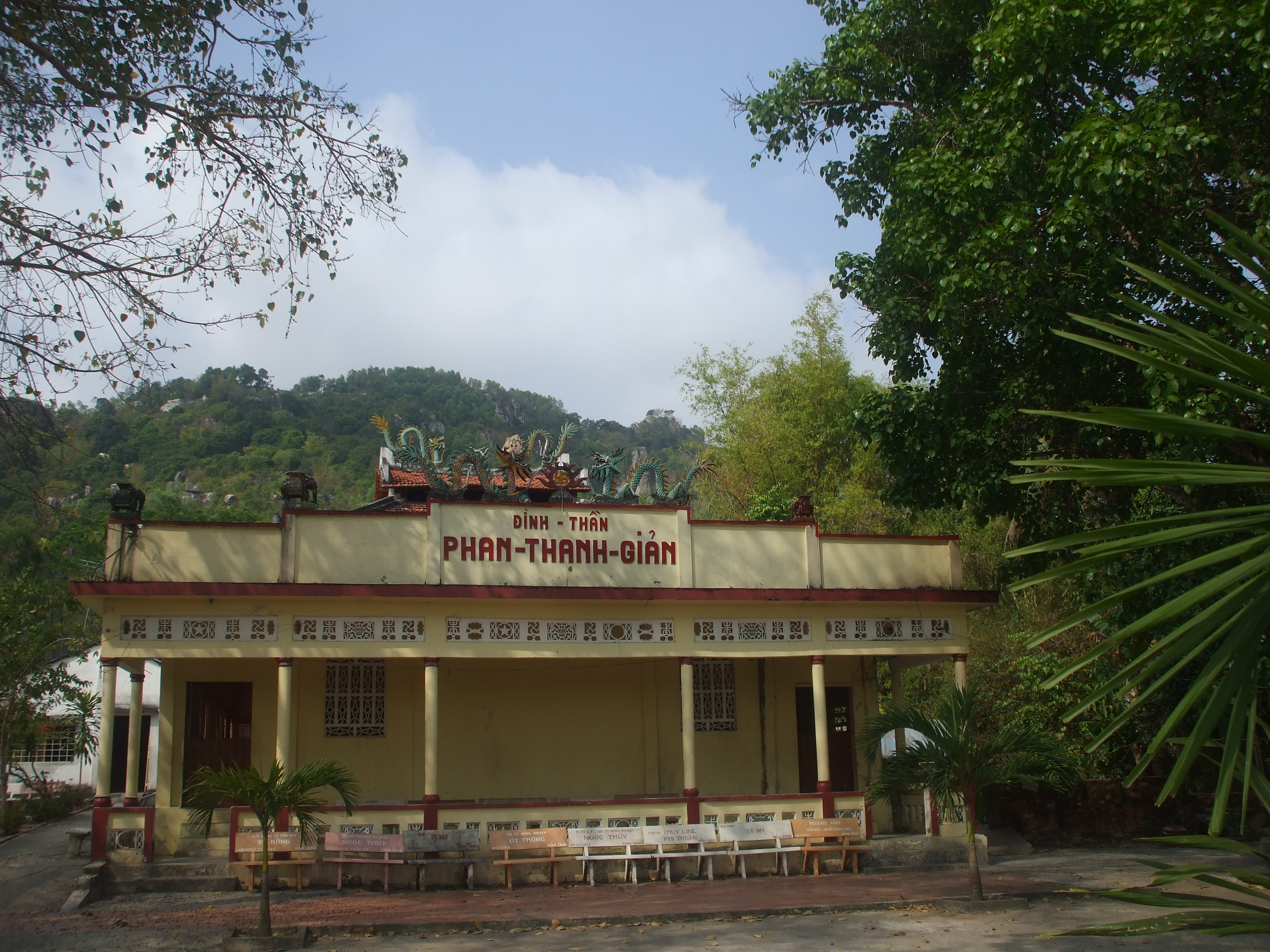
Đình Thần Phan Thanh Giản tại chân núi Ba Thê.

## Sách tham khảo
- GS. Trịnh Vân Thanh, Thành ngữ điển tích danh nhân từ điển(tập 2). Nhà xuất bản Hồn thiêng, Sài Gòn, 1966.
- Nguyễn Huệ Chi, trong Từ điển văn học (bộ mới). Nhà xuất bản Thế giới, 2004.